# Ili Kronstein
Ili Kronstein, geb. Ilona Neumann (* 31. Juli 1897 in Budapest; † 22. April 1948 in Zürich), war eine österreichische Malerin und Zeichnerin.

## Leben und Werk
Ilona Kronstein erhielt Zeichenunterricht und studierte Kunstgeschichte in Wien, Budapest und Berlin, wo sie unter Johannes Itten lernte. Sie lebte bis 1938 in Wien, hatte in der dortigen Innenstadt ein Atelier und stellte ihre Werke (Porträts, Zeichnungen) in kleinem Rahmen aus. Nach dem Anschluss Österreichs und einem mehrwöchigen Gestapo-Gefängnisaufenthalt flüchtete sie 1938 mit ihren beiden Töchtern zu ihrem Mann Robert Kronstein nach Vaduz, Liechtenstein. Ihre Töchter waren die spätere österreichisch-US-amerikanische Historikerin Gerda Lerner sowie die Malerin und Textildesignerin Nora Kronstein-Rosen (1925–2013). Ihre Schwester, die Wiener Ärztin und Ehefrau von Alexander Neuer, Margrit Neuer, wurde in Auschwitz vergast.
1939 übersiedelte Ilona Kronstein alleine nach Spartan, einem kleinen Ort in der Nähe von Nizza, um wieder künstlerisch tätig zu werden. Dort begann sie, mit ihrem kennzeichnenden Einsatz von Farben, abstrakt zu malen. 1941 wurde sie verhaftet und in das Camp de Gurs verschleppt. Im gleichen Jahr folgte ihre Entlassung und bei ihr wurde Multiple Sklerose diagnostiziert, an der sie später starb. Trotzdem blieb sie künstlerisch aktiv, solange es ihr noch möglich war (u. a. zwei Selbstbildnisse, 1943). 1942 zog sie zur medizinischen Behandlung in die Schweiz. Sie starb mit 50 Jahren in einem Pflegeheim in Zürich.
Ihre Töchter retteten bei ihrer Emigration nach Israel bzw. USA einen Teil der Werke von Ili Kronstein. 1997 schenkten sie dem Jüdischen Museum 120 hinterlassene Zeichnungen und Pastelle. 1995 fand im Wiener Palais Pálffy eine Doppelausstellung von Ili Kronstein und Nora Kronstein-Rosen statt und 2000 eine Retrospektive im Jüdischen Museum, bei der neben Werken Ili Kronsteins auch eine Dokumentation von ihr gehaltener Mal- und Zeichenkurse sowie eine Audioinstallation gezeigt wurden. 2005 folgte eine katalogbegleitete Sonderausstellung im Liechtensteinischen Landesmuseum.